# 7e flotte (Marine impériale japonaise)
Pour les articles homonymes, voir 7e flotte.
La 7e flotte (第七艦隊, Dai-nana Kantai) était une flotte de la Marine impériale japonaise active d'avril à septembre 1945. La flotte fut responsable du contrôle du détroit de Tsushima.

## Histoire
La 7e flotte est créée le 15 avril 1945 durant les dernières phases de la Seconde Guerre mondiale. Il s'agissait essentiellement d'une flotte administrative chargée de coordonner les défenses locales et de contrôler les voies maritimes entre le nord de Kyūshū et l'extrême ouest de Honshū, ainsi que la péninsule coréenne. Son siège se situait à Moji-ku (Kitakyūshū), dans la préfecture de Fukuoka. La flotte était affectée à un ancien mouilleur de mines, à des navires marchands convertis et à un certain nombre de patrouilleurs anti-sous-marins, son potentiel réel de combat était presque inexistant. La flotte fut démantelée à la fin de la guerre.
Le commandant de la 7e flotte occupa simultanément le poste de commandant en chef de la 1re flotte d'escorte.

## Commandants de la7eflotte
| Rang        | Nom           | Date                             |
| ----------- | ------------- | -------------------------------- |
| Vice-amiral | Kishi Fukuji  | 15 avril 1945 – 20 août 1945     |
| Vice-amiral | Sentarō Ōmori | 20 août 1945 – 15 septembre 1945 |

| Rang          | Nom             | Date                                |
| ------------- | --------------- | ----------------------------------- |
| Contre-amiral | Mitsutaro Goto  | 10 avril 1945 – 10 juillet 1945     |
| Contre-amiral | Kiyoma Fujiwara | 10 juillet 1945 – 15 septembre 1945 |